# Roswitha Märzová
Roswitha Märzová, rozená Klausová (* 15. října 1940 Varnsdorf), je německá matematička a profesorka numerické matematiky.

## Život
V letech 1960 až 1965 studovala mimo jiné matematiku na Ždanovského státní univerzitě v Leningradu (nyní Petrohradská státní univerzit). Leningradská škola funkčně-analytické aplikované matematiky a numerické matematiky měla trvalý vliv na Märzové pracovní metody a zájmy. Märzová promovala v roce 1965 u Valerie Rivkindové, žákyně Olgy Alexandrovny Ladyženské, s prací o numerickém řešení singulárních parciálních diferenciálních rovnic.
V letech 1966 až 1970 byla Märzová výzkumnou asistentkou ve Výpočetním centru Humboldtovy univerzity v Berlíně pod vedením Guntera Schwarze a Manfreda Peschela, kde pracovala na teorii řízení, systémové analýze a operátorském počtu. Během této doby, v březnu 1970, získal doktorát jako externí student na Technické univerzitě Karl-Marx-Stadt (nyní Technická univerzita v Saské Kamenici), pod vedením Friedera Kuhnerta, disertační prací o numerické aproximaci pomocí exponenciálních funkcí.
V roce 1980 byla Märzová první ženou v Německu, která byla jmenována řádnou profesorkou numerické matematiky. Od roku 1980 působila jako řádná profesorka numerické matematiky na Humboldtově univerzitě v Berlíně a od roku 1992 jako univerzitní profesorka matematiky/numerické analýzy tamtéž. Absolvovala mimo jiné také hostující profesury a výzkumné pobyty v Caracasu, Kaiserslauternu, Hamburku, Leningradu, Varšavě, Budapešti a Moskvě.
Märzová, inspirovaná setkáním s Johnem C. Butcherem, se od roku 1981 věnovala převážně studiu implicitních obyčejných diferenciálních rovnic, zejména diferenciálně-algebraických rovnic. Spolu se členy a studenty své výzkumné skupiny a také s externími kolegy Märzová mimo jiné vyvinula základní principy pro analýzu a numerické zpracování diferenciálních algebraických rovnic. teorie analýzy založené na projektoru včetně oblastí indexu traktability a regularity, kompletní decoupling regulárních lineárních diferenciálně-algebraických rovnic, charakterizace diferenciálně-algebraických operátorů v přirozených funkčních prostorech a chybové analýzy numerických metod.
V roce 1988 byla Märzová zvolena členkou korespondentkou Akademie věd NDR (AdW). Byla členkou třídy Informatika/Kybernetika/Automatizace učené společnosti AdW. V roce 1993 byla jedním ze zakládajících členů Leibniz-Sozietät der Wissenschaften zu Berlin.
V letech 1985 až 1990 byla Märzová členkou vědeckého poradního sboru „Matematika“ na ministerstvu vysokého školství a technického vzdělávání (MHF) a od roku 1988 byla místopředsedkyní poradního sboru. Od roku 1993 pracovala ve dvou programech jako členka odborné komise „Matematika“ na Spolkovém ministerstvu školství a výzkumu (BMBF).
V letech 1990 a 1991 byla Märzová zvolena ředitelkou matematické sekce a zároveň děkankou katedry matematiky na Humboldtově univerzitě v Berlíně. Na protest proti omezení svých spolurozhodovacích práv, zákonem doplňujícím zákon o berlínské univerzitě ze dne 18. července 1991, v roce 1991 na tuto funkci rezignovala.
Märzová se aktivně zapojuje do různých komisí prosazujících rovné příležitosti žen a mužů ve vědě. Byla mimo jiné v letech 1994 až 1997 zakládající předsedkyní Německé asociace univerzitních učitelek, celostátní organizace prosazující rovné příležitosti žen a mužů na akademických institucích. V listopadu 1995 se z její iniciativy poprvé uskutečnil pravidelný workshop se stejným počtem žen a mužů mezi účastníky a řečníky v Matematicko-výzkumném ústavu v Oberwolfachu.

## Výběr z díla
- Roswitha Märzová a V. Ja. Rivkind: Use of Finite Differences for the Solution of Degenerate Elliptic and Parabolic Equations. In: Soviet Math. Dokl. Band 8, Nr. 1, 1967 (Übersetzung der russischen Version in Dokl. Akad. Nauk SSSR. Band 172, Nr. 4, 1967).
- Roswitha Märzová a E. Griepentrog: Differential-Algebraic Equations and Their Numerical Treatment. Teubner-Texte zur Mathematik, Band 88, Teubner, Leipzig 1986, ISBN 3-322-00343-4.
- Roswitha Märzová a R. Lamour a C. Tischendorf: Differential-Algebraic Equations: A Projector Based Analysis. Springer 2013, ISBN 978-3-642-27554-8.